# Juan José Saer
Juan José Saer, né le 28 juin 1937 à Serodino (en) (province de Santa Fe, Argentine) et mort le 11 juin 2005 à Villejuif, est un écrivain argentin.
Il pratiqua différents genres littéraires mais c'est surtout dans le champ de la narration et du roman qu'il s'est exercé et que son talent a bénéficié d'une large reconnaissance. Il est considéré comme l'un des plus grands écrivains argentins contemporains.

## Biographie
Juan José Saer naît le 28 juin 1937 à Serodino (en), dans une famille syrienne originaire de Damas,,.
Il s'installe à Paris en 1968 et enseigne notamment à l'université de Rennes. Il obtint le prix Nadal en 1987 pour son roman L'Occasion (La ocasión).

## Œuvres
- 1960 : En la zona, 1957-1960 (2003, nouvelle)  (ISBN 9507313125)
- 1964 : Responso (roman)
- 1966 : La vuelta completa (roman)
- 1967 : Unidad de lugar (recueil de nouvelles) et "Esquina de febrero" (appendice dans Cuentos Completos)
- 1969 : Cicatrices (roman)
- 1974 : El limonero real (roman)  (ISBN 8432053120)
- 1976 : La mayor (recueil de nouvelles)  (ISBN 8432025151) - (1982)  (ISBN 9502506413)
- 1977 : El arte de narrar: poemas, 1960/1975 (poèmes) - 2000  (ISBN 9507312897)
- 1980 : Nadie nada nunca (roman)  (ISBN 9682309816)
- 1983 : El entenado (roman)  (ISBN 9506170061) - (1988)  (ISBN 8423316327)
- 1983 : Narraciones. vol. 1  (ISBN 9502506669) - vol. 2  (ISBN 9502506677)
- 1985 : Las veredas de Saturno (script pour un film homonyme de Hugo Santiago)
- 1986 : Juan José Saer  (ISBN 950910678X)
- 1986 : Una literatura sin atributos (1996)  (ISBN 9688592366)
- 1988 : El arte de narrar (poèmes)  (ISBN 9509840068)
- 1988 : Glosa (roman)  (ISBN 8423316734)
- 1988 : La ocasión (roman)  (ISBN 8423316181)
- 1990 : El testigo  (ISBN 1852421843)
- 1991 : El río sin orillas: tratado imaginario (essai)  (ISBN 9504000665)
- 1993 : Lo imborrable (roman)  (ISBN 9504000924)
- 1993 : Nobody nothing never ou "Nadie Nada Nunca" (roman)  (ISBN 1852422734)
- 1994 : La pesquisa.  (ISBN 9507311041)
- 1994 : La selva espesa.  (ISBN 968363995X)
- 1995 : The event  (ISBN 1852422491)
- 1997 : El concepto de ficción (essai).  (ISBN 9509122483)
- 1997 : Las nubes (roman)  (ISBN 9507311726)
- 1999 : La narración-objeto (essai)  (ISBN 9507312439)
- 2000 : Lugar (recueil de nouvelles)  (ISBN 9507312854)
- 2000 : Palo y hueso (recueil de nouvelles)  (ISBN 9507312706)
- 2001 : Cuentos completos, 1957-2000 (anthologie de nouvelles)  (ISBN 9507313214)
- 2005 : La grande (roman)  (ISBN 9507314733)[7]
- 2005 : Trabajos (essai)  (ISBN 9507314806)

### Œuvres traduites en français
- Les Grands Paradis, Flammarion, 1980  (ISBN 978-2-08064-304-9)
- Nadie nada nunca, Flammarion, 1983  (ISBN 978-2-08064-485-5)
- Unité de lieu (nouvelles), Flammarion, 1984  (ISBN 978-2-08064-657-6)
- Une littérature sans qualité, Arcane 17, 1985  (ISBN 978-2-90394-516-9)
- L'Ineffaçable, Flammarion, 1987  (ISBN 978-2-08066-804-2)
- L'Art de raconter. Poèmes 1960-1975, Arcane 17, 1990  (ISBN 978-2-90394-532-9)
- L'Occasion, Seuil, coll. « Points » no 281, 1996  (ISBN 9782020254526) (Première édition, Flammarion, 1989  (ISBN 978-2-08066-270-5))
- Quelque chose approche et autres récits, Flammarion, 1999  (ISBN 978-2-08066-078-7)
- Les Nuages Seuil, 1999  (ISBN 978-2-02033-498-3) ; nouvelle édition, Le Tripode, coll. « Météores » no 51, 2024  (ISBN 978-2-37055-391-1)
- Lieu (nouvelles), Seuil, 2002  (ISBN 978-2-02051-631-0)[8]
- Cicatrices, traduction de Philippe Bataillon, Seuil, 2003  (ISBN 978-2-02043-857-5) (Première traduction par Albert Bensoussan sous le titre Le Mai Argentin, Denoël, coll. « Les Lettres nouvelles », 1976)
- Lignes du Quichotte, Verdier, 2003  (ISBN 978-2-86432-369-3)
- Grande Fugue, traduction de Philippe Bataillon, Seuil, 2007, 472 pages  (ISBN 978-2-02086-111-3)[9]
- Le Tour complet, Seuil, 2009  (ISBN 978-2-02063-232-4)
- L'Ancêtre, traduction de Laure Bataillon, Le Tripode, 2014  (ISBN 978-2-37055-010-1) (Première édition, Flammarion, 1987  (ISBN 978-2-08064-985-0) ; réédition, UGE, coll. « 10/18. Domaine étranger » no 2296, 1992  (ISBN 2-264-01727-9))
- Glose, traduction de Laure Bataillon, Le Tripode, 2015  (ISBN 978-2-370-55038-5) ; réédition, Le Tripode, coll. « Météores » no 22, 2019  (ISBN 978-2-37055-201-3) (Première édition sous le titre L'Anniversaire, Flammarion, 1988  (ISBN 978-2-08066-013-8) ; réédition, Seuil, coll. « Points » no 153, 1995  (ISBN 978-2-02025-453-3))
- Le Fleuve sans rives, traduction de Louis Soler, Julliard, 1991  (ISBN 978-2-26000-980-1) ; réédition, Le Tripode, 2017  (ISBN 978-2-37055-141-2)
- L'Enquête, traduction de Philippe Bataillon, Le Tripode, 2019  (ISBN 978-2-37055-200-6) (Première édition, Seuil, 1996  (ISBN 978-2-02023-805-2) ; réédition, Seuil, coll. « Points » no 1057, 2002  (ISBN 978-2-02057-386-3))[10]

#### Études en français
- Laurent, Pénélope, L’œuvre de Juan José Saer, L'Harmattan, 2014.  (ISBN 9782903945329)
- Guéguen, Perrine, “Grande Fugue”, Le Diable probablement, Éditions Verdier, n°4, printemps 2008, p. 128.
- Laurent, Pénélope, « Glosa ou l’art de l’imposture », Le texte et ses liens II, Ateliers du Séminaire d’Amérique Latine, sous la direction de Milagros Ezquerro, Université Paris IV, Paris Sorbonne, réalisation Julien Roger, 2007.
- Premat, Julio, « La zona anegada », in Formes brèves de l'expression culturelle en Amérique latine de 1850 à nos jours, América, n° 18(1), Tome I, Presses Sorbonne Nouvelle, janvier 1997, p. 270-279.
- Larrañaga-Machalski, Silvia, Littérature, réel et imaginaire dans l'œuvre de Juan José Saer, Paris III, 1995.

#### Études en espagnol
- Bermúdez Martínez, María, La incertidumbre de lo real : bases de la narrativa de Juan José Saer, Oviedo, Universidad de Oviedo, 2001.
- Corbatta, Jorgelina, Juan José Saer : arte poética y práctica literaria, Buenos Aires, Corregidor, 2005.
- « Argumentos de Juan José Saer : transgresión de géneros y estética de lo fragmentario », in Formes brèves de l'expression culturelle en Amérique latine de 1850 à nos jours, América, n° 18(1), Tome I, Presses Sorbonne Nouvelle, janvier 1997, p. 281-290.
- “Juan José Saer : la locura de lo real”, in Locos excéntricos y marginales en las literaturas latinoamericanas, Tome 2, Joaquin Manzi, coordinadateur, Poitiers, Centre de Recherches Latino-Américaines-Archivos, 1999, p. 541-552."
- Ezquerro, Milagros (ed.) : El lugar de Saer, Montpellier, Ed. du CERS, 2002
- Gramuglio, María Teresa (ed.), Juan José Saer por Juan José Saer, Buenos Aires, Editorial Celtia, 1986.
- Premat, Julio : La dicha de Saturno. Escritura y melancolía en la obra de Juan José Saer, Rosario, Beatriz Viterbo, 2002.